# Zrinska gora
Zrinska gora je pohoří v Chorvatsku. Většina pohoří se nachází v Chorvatsku v Sisacko-moslavinské župě, malá část též v Bosně a Hercegovině. Nejvyšším vrcholem je Piramida s nadmořskou výškou 616 m n. m. V pohoří pramení řeky Maja, Petrinjčica, Sunja a Žirovnica.
Název Zrinska gora získala podle středověké pevnosti Zrin. Podle této pevnosti je pojmenován šlechtický rod Zrinských, který zde v polovině 14. století spravoval mnohá panství.
Mezi vrcholy nad 500 m n. m. patří následující:
- Piramida – 616 m
- Kapija brdo – 601 m
- Keternica – 591 m
- Dikavac – 585 m
- Maljevac – 585 m
- Razbojne – 558 m
- Visoko brdo – 544 m
- Debelo brdo – 536 m
- Kokirna – 534 m
- Čukur – 525 m
- Gelina – 522 m
- Kapija – 521 m
- Visoka glava – 516 m
- Kamare – 512 m
- Đurina glava – 511 m
- Kozja glava – 508 m
- Vukušića brdo – 507 m